# 1903 w nauce

## Urodzili się
- 12 stycznia – Igor Kurczatow, rosyjski fizyk (zm. 1960)
- 27 stycznia – John Carew Eccles, australijski neurofizjolog, laureat Nagrody Nobla (zm. 1997)
- 2 lutego – Bartel Leendert van der Waerden, holenderski matematyk (zm. 1996)
- 22 lutego – Frank Ramsey, angielski matematyk (zm. 1930)
- 26 lutego – Giulio Natta, włoski chemik, noblista (zm. 1979)
- 24 marca – Adolf Butenandt, niemiecki biochemik, laureat Nagrody Nobla (zm. 1995)
- 12 kwietnia – Jan Tinbergen, ekonomista i ekonometryk holenderski (zm. 1994)
- 25 kwietnia – Andriej Kołmogorow, rosyjski matematyk (zm. 1987)
- 28 kwietnia – Jerzy Borysowicz, polski lekarz neurolog (zm. 1980)
- 5 maja – Wacław Korabiewicz, polski pisarz, podróżnik, autor prac etnograficznych (zm. 1994)
- 6 lipca – Hugo Theorell, szwedzki naukowiec, laureat Nagrody Nobla (zm. 1982)
- 24 lipca – Vojtech Budinský-Krička, słowacki archeolog (zm. 1993)
- 7 sierpnia – Louis Leakey, brytyjski archeolog i paleontolog (zm. 1972)
- 11 września – Theodor Adorno, niemiecki filozof, socjolog i kompozytor (zm. 1969)
- 4 października – John Vincent Atanasoff, amerykański inżynier-informatyk pochodzenia bułgarskiego, twórca elektronicznego komputera ABC (zm. 1995)
- 6 października – Ernest Walton, irlandzki fizyk, laureat Nagrody Nobla (zm. 1995)
- 11 października – Kazimierz Kordylewski, polski astronom (zm. 1981)
- 22 października – George Wells Beadle, amerykański genetyk, laureat Nagrody Nobla (zm. 1989)
- 27 listopada – Lars Onsager, amerykański chemik, fizyk i matematyk pochodzenia norweskiego (zm. 1976)
- 5 grudnia:
  - Cyril Jackson, astronom południowoafrykański (zm. 1988)
  - Cecil Frank Powell, angielski fizyk, laureat Nagrody Nobla (zm. 1969)
- 19 grudnia – George Snell, amerykański genetyk, laureat Nagrody Nobla (zm. 1996)
- 22 grudnia – Haldan Keffer Hartline, amerykański fizjolog, laureat Nagrody Nobla (zm. 1983)
- 28 grudnia – John von Neumann, amerykański matematyk pochodzenia węgierskiego (zm. 1957)

## Zmarli
- 1 lutego – George Gabriel Stokes, irlandzki matematyk i fizyk (ur. 1819)
- 7 października – Rudolf Lipschitz, niemiecki matematyk. (ur. 1832)
- 8 listopada – Wasilij Dokuczajew, rosyjski geolog i gleboznawca, twórca gleboznawstwa jako samodzielnej nauki (ur. 1846)

## Nauki przyrodnicze i ścisłe

### Fizyka
- opisanie efektu Poyntinga-Robertsona

## Nagrody Nobla
- Fizyka – Henri Becquerel, Pierre Curie i Marie Curie
- Chemia – Svante Arrhenius
- Medycyna – Niels Ryberg Finsen